# نوربرت بيترز (أستاذ جامعي)
نوربرت بيترز (بالألمانية: Norbert Peters)‏ هو مهندس وكيميائي نمساوي، ولد في 10 يوليو 1942 في لينتس في النمسا، وتوفي في 4 يوليو 2015 في فان في فرنسا.